# Itatim
Itatim là một đô thị thuộc bang Bahia, Brasil. Đô thị này có diện tích 574,259 km², dân số năm 2007 là 14633 người, mật độ 25,48 người/km².